# Rakodavy
Rakodavy je jižní část obce Věrovany v okrese Olomouc. V roce 2009 zde bylo evidováno 142 adres. V roce 2001 zde trvale žilo 406 obyvatel.
Rakodavy leží v katastrálním území Věrovany o výměře 17,81 km2.

## Název
Na vesnici bylo přeneseno původní pojmenování jejích obyvatel Rakodavi. Bylo to žertovné pojmenování pro lidi, kteří zabíjeli ("dávili") raky.

## Historie
První písemná zmínka o obci pochází z roku 1358.

## Pamětihodnosti
- Kaple sv. Anny se zvonicí

## Fotogalerie

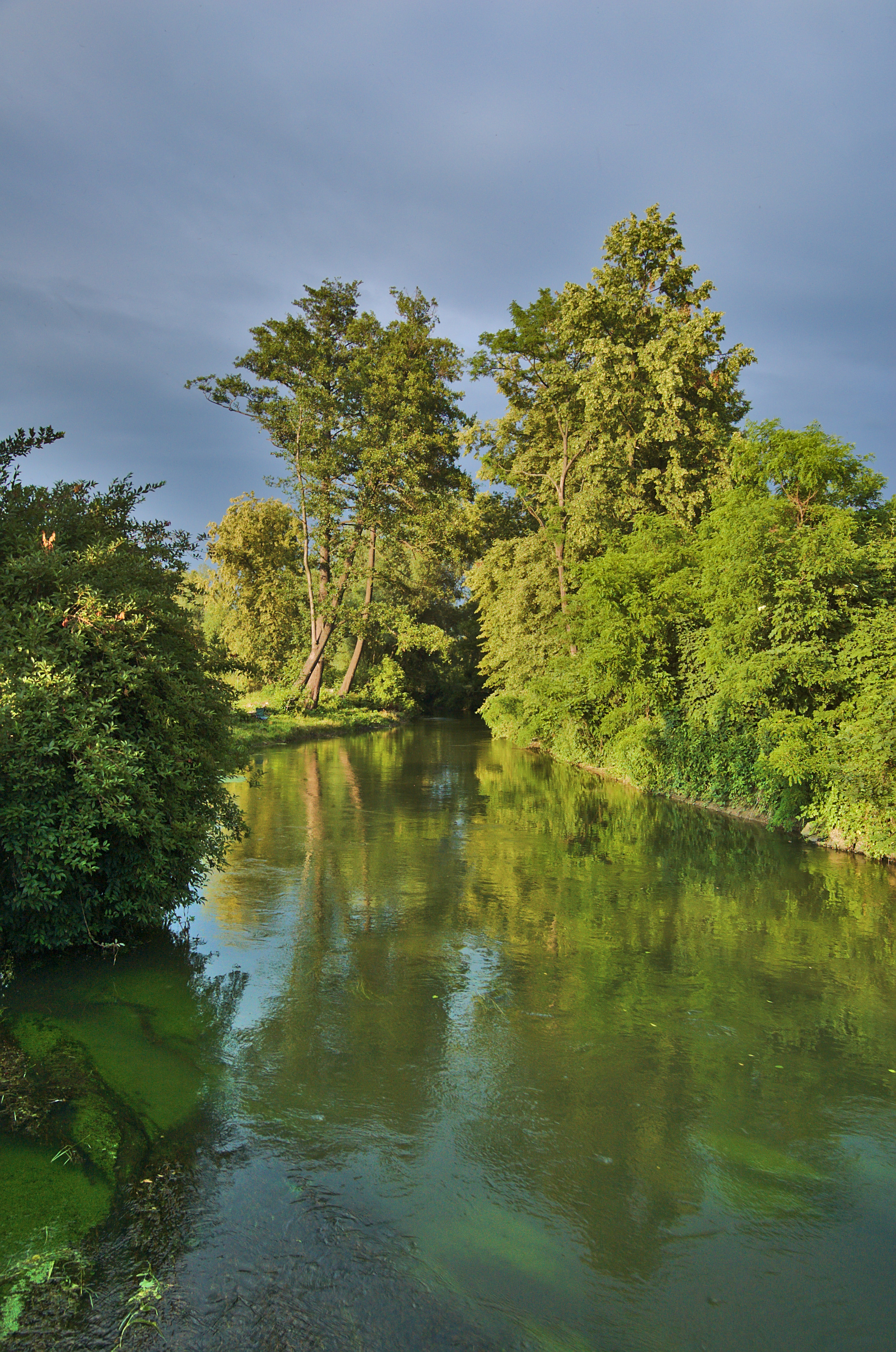
Mlýnský náhon
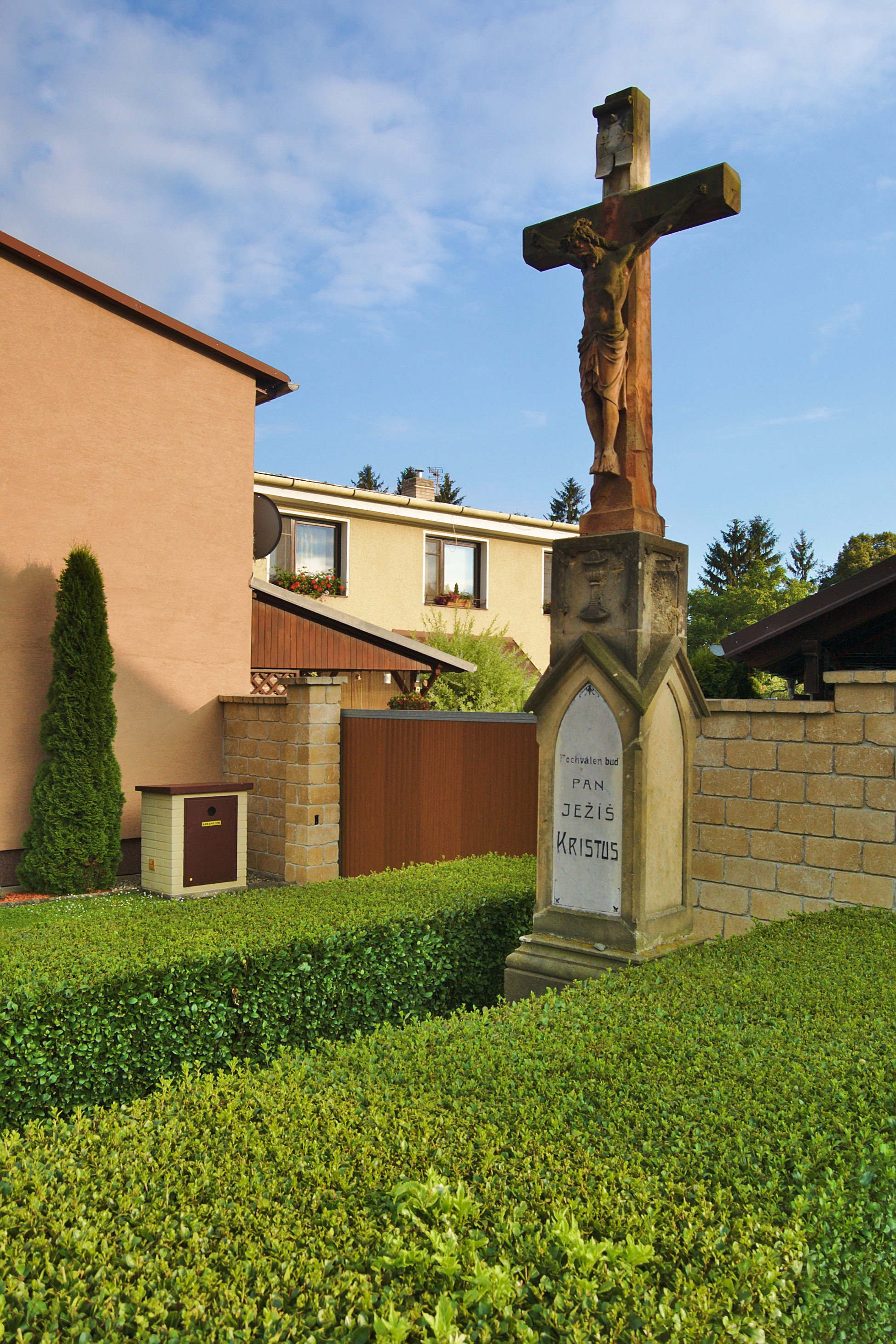
Kříž vedle domu čp. 259